# Abdi İpekçi Arena
Abdi İpekçi Arena er en indendørs multi-arena i Istanbul, Tyrkiet. Den åbnede i 1986, og er opkaldt efter den tyrkiske journalist, Abdi İpekçi. Den bruges til mange sportsbegivenheder som basketball, volleyball, men der holdes også koncerter som da Spice Girls holdt deres første koncert der. Eurovision Song Contest 2004 blev afholdt i Abdi İpekçi Arena. Den har en kapacitet på 12.270 gæster.